# Aïn El Arbaa
Aïn El Arbaa è un comune dell'Algeria, situato nella provincia di ʿAyn Temūshent.